# Alfonso I de Ávila
Alfonso Fernández de Córdoba, también Alfonso de Córdoba o Alfonso I, citado en ocasiones con la variante de su nombre como Alonso, fue un religioso castellano que ejerció como obispo de Ávila entre 1361 y 1371.
De origen noble —de la casa de Cabrera en Córdoba—, fue hijo de Alfonso Fernández de Témez y de su segunda esposa, Juana de Meneses. Fue obispo durante el reinado de Enrique II de Castilla; de hecho, durante su episcopado, se produjo la guerra entre Enrique y su predecesor, su hermano bastardo Pedro I, último miembro de la casa de Borgoña, que murió en batalla a manos de Enrique. Pacificado el reino, asistió a las cortes de Toro de 1371 convocadas por el nuevo rey. De su vida poco más se conoce. Una de las pocas noticias es que se encuentra enterrado en la capilla mayor de la catedral de Ávila.
Debido a la repetición del nombre Alfonso en poco más de 30 años en el obispado de Ávila, hay confusiones entre Alfonso I y su sucesor inmediato, Alfonso II. Además, después del episcopado de Diego de los Roeles, aunque hay un tercer Alfonso de Córdoba, también llamado Alonso de Ojea, este fue en realidad sobrino de Alfonso I, no del segundo.